# Ampedus maroccanus
Ampedus maroccanus là một loài bọ cánh cứng trong họ Elateridae. Loài này được Schimmel, Platia & Martin miêu tả khoa học năm 1992.